# ۶۰۵ (خورشیدی)
۶۰۵ ششصد و پنجمین سال هجری خورشیدی است.